# Burg Medard
Die Burg Medard, auch Römerwarte genannt, ist eine abgegangene Höhenburg vom Typus einer Wallburg auf 300 m ü. NN oberhalb der Ortsgemeinde Medard im Landkreis Kusel in Rheinland-Pfalz.
Vermutlich wurde die Wallburg von den Kelten als Fluchtburg erbaut. Von der ehemaligen Burganlage sind noch Reste des Ringwalls und des Burggrabens erhalten. 